# شناسه منطقه مکانی

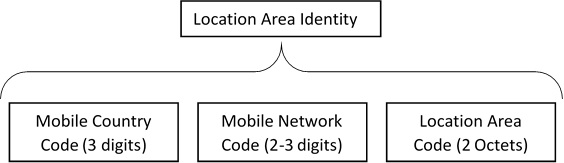
هر منطقه مکانی از یک شبکه بی‌سیم محلی، شناسنده ویژه خود را دارد که به آن شناسه منطقه مکانی گفته می‌شود. این شناسه منحصر به فرد بین‌المللی، برای به‌روزرسانی موقعیت موقعیت مکانی مشترکان شبکه بی‌سیم استفاده می‌شود.

هر منطقه مکانی از یک شبکه بی‌سیم محلی، شناسنده ویژه خود را دارد که به آن شناسه منطقه مکانی گفته می‌شود. این شناسه منحصر به فرد بین‌المللی، برای به‌روزرسانی موقعیت موقعیت مکانی مشترکان شبکه بی‌سیم استفاده می‌شود. شناسه منطقه مکانی از ۳ رقم ده‌دهی کد خدمات بی‌سیم آن کشور، ۲ یا ۳ رقم کد شبکه بی‌سیم که پیمانه (Module) مشترک شبکه بی‌سیم محلی را در آن کشور شناسایی می‌کند، و کد منطقه مکانی که یک شماره ۱۶ بیتی با دو مقدار ویژه است پدید می‌آید؛ بنابراین ۶۵٬۵۳۴ شناسه منطقه مکانی در یک شبکه جی‌اس‌ام محلی وجود خواهند داشت.
شناسه منطقه مکانی، معمولاً در یک کانال کنترل پخش، منتشر می‌شود. یک ایستگاه سیار (مانند تلفن همراه)، شناسه منطقه مکانی را تشخیص می‌دهد و آن را در سیم‌کارت ذخیره می‌کند. اگر ایستگاه سیار، جابجا شود و تغییری را در شناسه منطقه مکانی دریابد درخواست به‌روزرسانی موقعیت مکانی را می‌دهد؛ بنابراین رساننده خدمات بی‌سیم را از شناسه منطقه مکانی تازه خود، آگاه می‌کند. این به‌روزرسانی به رساننده خدمات بی‌سیم اجازه می‌دهد که در صورت برقراری تماس تلفنی، موقعیت مکانی ایستگاه تلفن همراه را پیدا کند.